# Golobinjek ob Sotli
Golobinjek ob Sotli este o localitate din comuna Podčetrtek, Slovenia, cu o populație de 61 de locuitori.